# Svalövs distrikt
Svalövs distrikt är ett distrikt i Svalövs kommun och Skåne län. 
Distriktet ligger i och omkring Svalöv. 

## Tidigare administrativ tillhörighet
Distriktet inrättades 2016 och utgörs av socknen Svalöv i Svalövs kommun.
Området motsvarar den omfattning Svalövs församling hade vid årsskiftet 1999/2000.